# 자르카사우루스
자르카사우루스(학명:Zarcasaurus tanyderus)는 도마뱀목 아레오스셀라과에 속하는 도마뱀이다. 지금은 멸종된 종으로서 전체적인 몸길이가 60~80cm인 소형의 몸집을 가진 도마뱀이다.

## 특징
자르카사우루스 타니데루스(Zarcasaurus tanyderus)는 뉴멕시코의 커틀러 형성(Early Permian)에서 발견된 아레오스셀리드 파충류의 일종이다. 이 동물로부터 알려진 뼈의 유일한 원소는 현재로선 부분 턱뼈, 척추뼈, 부러진 사지뼈뿐이다. 지금까지 발견된 이런 자료에 따르면 자르카사우루스는 잘발달 된 턱을 가지고 있으며 주둥이가 매우 길게 확장된 모습을 하고 있다. 양턱에는 총 10~15개의 톱니 모양을 가진 작은 이빨을 가지고 있다. 먹이로는 당대에 서식했던 곤충, 절지동물, 식물의 잎을 주로 먹고 살았을 잡식성의 도마뱀으로 추정된다.

## 생존시기와 서식지와 화석의 발갼
자르카사우루스가 생존했던 시기는 고생대의 페름기로서 지금으로부터 2억 9000만년전~2억 4500만년전에 생존했던 종이다. 생존했던 시기에는 멕시코를 포함한 중남미, 남아메리카에서 주로 서식했었던 도마뱀이다. 화석의 발견은 1984년에 멕시코의 페름기에 형성된 지층에서 멕시코의 고생물학자들에 의하여 처음으로 화석이 발견되어 새롭게 명명된 종이다.

## 같이 보기
- 파충류
- 고생대
- 페름기
- 도마뱀
- 화석